# عبيد الوسمي
عبيد محمد عبد الله زيد عبيد المطيري (5 يناير 1971 -)؛ سياسي كويتي، ونائب في مجلس الأمة الكويتي، ودكتور محاضر في القانون الإجرائي في كلية الحقوق بجامعة الكويت، وكان عضوًا في مجلس الأمة الكويتي فبراير 2012 المُبطل. في 1 ديسمبر 2020، انضم إلى كُتاب صحيفة واشنطن بوست الأمريكية عبر عمود ثابت بصفحتها الاخيرة 
في 22 مايو 2021 أجريت الانتخابات التكميلية للدائرة الخامسة وقد حصل على  المركز الاول بالاضافة الى حصوله على 43810 صوت وهذا يعد اعلى رقم في تاريخ الانتخابات البرلمانية في الكويت

## حياته ودراسته
اشتهر سياسيًا باسم عبيد الوسمي تخرج من جامعة الكويت بتقدير جيد جدًا عام 1994 وأكمل دراسته العليا في بريطانيا، وحصل على درجة الماجستير، كما حصل على الدكتوراه في قانون المرافعات من الجامعة الأمريكية في واشنطن بتفوق.

## حياته السياسية
ترشح عبيد الوسمي في انتخابات مجلس الأمة الكويتي فبراير 2012 عن الدائرة الرابعة وحصل على المركز الثالث بعد برصيد 22,068 صوتًا ونجح بالانتخابات إلا أن المجلس أُبطل بحكم المحكمة الدستورية الكويتية آنذاك. ويُعتبر من أبرز المُعارضين على الساحة السياسية الكويتية وأحد رموز المعارضة وأحد الداعين للإمارة الدستورية والحكومة البرلمانية كما أنهُ مُحامي مرافعات بارز في الخليج ومن أهم مرافعاته هي مرافعته لسجين الرأي الشاعر القطري محمد بن الذيب.
في 23 سبتمبر 2020، بادر بتقديم وثيقة تُسمى «وثيقة الكويت» مع عبد الله النفيسي كخطوة أولى لمعالجة الوضع السياسي والاقتصادي الراهن وعرضها على نائب أمير البلاد آنذاك الشيخ نواف الأحمد الصباح.
في 23 أبريل 2021، قرر عبيد الوسمي ترشيح نفسه للانتخابات التكميلية بعد خلو مقعد النائب بدر الداهوم عبر تغريدة في تويتر قائلاً «أعلن ترشحي للانتخابات التكميلية (لمقعد) الأخ د.بدر زايد الداهوم ولحين عودته بإذن الله (ضيفاً) على الدائرة الخامسة وأهلها. نسأل الله التوفيق و نسألكم العون والقبول في هذا (الاستفتاء الدستوري)» وسط ترحيب نيابي وشعبي، وأعلن عدة مُرشحون انسحابهم من السباق الانتخابي لمصلحة عبيد الوسمي، علمًا بأن الانتخابات التكميلية أُقيمت يوم السبت المُوافق 22 مايو 2021. أُعلنت نتائج الانتخابات التكميلية بحصول عبيد الوسمي على المركز الأول برصيد 43,810 صوت، وهو أعلى رقم في تاريخ الحياة السياسية بالكويت، بينما حصل أقرب منافسيه عجمي المتلقم على المركز الثاني برصيد 1,331 صوت.